# Tanyproctus poggii
Tanyproctus poggii är en skalbaggsart som beskrevs av Keith 2009. Tanyproctus poggii ingår i släktet Tanyproctus och familjen Melolonthidae. Inga underarter finns listade i Catalogue of Life.